# Design diffus
 (juin 2024).
Le design diffus est la capacité de conception d'individus qui ne sont pas concrètement formés en tant que designers. S'appuyant sur la capacité humaine naturelle à adopter une approche réfléchie de la conception, les designers non-experts pratiquent le design diffus en combinant sens critique, créativité et sens pratique.
La notion de design diffus a été évoquée par le spécialiste du design italien Ezio Manzini en 2015, dans son livre Design, When Everybody Designs et en est le thème central. Manzini affirme que tout le monde est doté de la capacité de concevoir, même si tout le monde n’est pas designer, et que rares sont encore ceux qui deviennent des designers professionnels. Il suggère également que le rôle des designers experts dans les contextes d’innovation sociale est d’améliorer les conditions dans lesquelles les différents acteurs sociaux peuvent participer aux processus de co-conception plus efficacement.